# Drenteln (Adelsgeschlecht)
Drenteln ist der Familienname eines baltisch-schwedischen Adelsgeschlechts, welches seit ungefähr 1500 in Reval ansässig war. Heinrich Johan, auch als Henric Johan bekannt,  von Drenteln (* 1659; gefallen 1704 in Narwa, Estland), wurde am 13. Juli 1691 mit dem Adelsprädikat „von“ in den schwedischen Adelsstand aufgenommen. Hans Drenteln († 1705), Herr auf Ochtel war Leutnant der estländischen Adelsfahne. 1742 erfolgte für die Familie der Eintrag in die Livländische Ritterschaft. Mit  Magnus Johann von Drenteln (1774–1828), Herr auf Sarkfer,  wurde am 22. Februar 1809 die Familie in die Estländische Adelsmatrikel aufgenommen. In Schweden erlosch mit Johann Jürgen von Drenteln (1686–1748) der Familienzweig im Mannesstamm.

## Stammtafel
Christian Drenteln, Bürger 1551, Kaufmann in Reval
- Carsten Drenteln († 1601), seit 1575 Mitglied der Schwarzhäupter, Ratsherr in Reval 1592–1601 ⚭ Gertrud Boismann (begraben 1639 in Reval)
  - Thomas Benjamin Drenteln († 1657 in Reval), Mitglied der Schwarzhäupter, Ratsherr 1627–1657, Bürgermeister in Reval 1647 ⚭ Elisabeth Rohde (1602–1621)
    - Carsten Christian Drenteln († 1671 in Reval), Revaler Bürger 1652, Ältermann der großen Gilde, Vorsteher zu St. Nikolai in Reval ⚭ Elisabeth Römer (1628–1708)
      - Hans Drenteln († 1705), Herr auf Ochtel, Leutnant der estländischen Adelsfahne 1687 ⚭ 1. Ehe eine geborene Falk (begraben 1695 in Narwa); 2. Ehe Margarethe von Engelhardt
        - Heinrich Johann (Henric Johan) von Drenteln (* 1659; gefallen 1704 in Narwa), schwedischer Adelsstand 13. Juli 1691, Herr auf Amser, Major der Bürgerschaft in Narwa ⚭ Charlotta von Patkul (1659–1728)
          - Franz Heinrich von Drenteln (um 1687, gefallen im türkischen Krieg), schwedischer Leutnant, 1721 russischer Major ⚭ Christina Helena von Lunau (um 1692–1748)
            - Reinhold Johann von Drenteln (um 1729–1785), 1767 Herr auf Lisden[3], Kapitän ⚭ Christine Gertrude von Buddenbrock (um 1730–1800)
              - Reinhold von Drenteln (1773–1836), Oberst und russischer Staatsrat ⚭ 1. Ehe Karoline von Kahlen (1778–1801); 2. Ehe Barbara Seraphim aus Moskau
                - aus 2. Ehe Alexander Romanowitsch Drenteln (russisch: Александр Романович Дрентельн; 1820–1888), russischer General der Infanterie, Generaladjutant, Chef des Gendarmenkorps, Generalgouverneur von Kiew ⚭ Maria Wjatkin († 1917)
                  - Alexander Alexandrowitsch Drenteln (Алекса́ндр Алекса́ндрович Дрентельн; * 1868; † 1925 in Odessa), russischer Generalmajor à la Suite

              - Magnus Johann von Drenteln (1774–1828), Herr auf Sarkfer, Oberstleutnant ⚭ Henriette von Buddenbrock (* 1785)
                - Julius Magnus von Drenteln (* 1814, † 1880 in Riga), russischer Generalmajor ⚭ Maria Fürstin Druck-Sokolinska
                  - Wladimir von Drenteln (1858–1915), russischer Oberstleutnant
                  - Alexander von Drenteln (1869–1911), russischer Oberst
                  - Konstantin von Drenteln (1871–1906), Stabskapitän

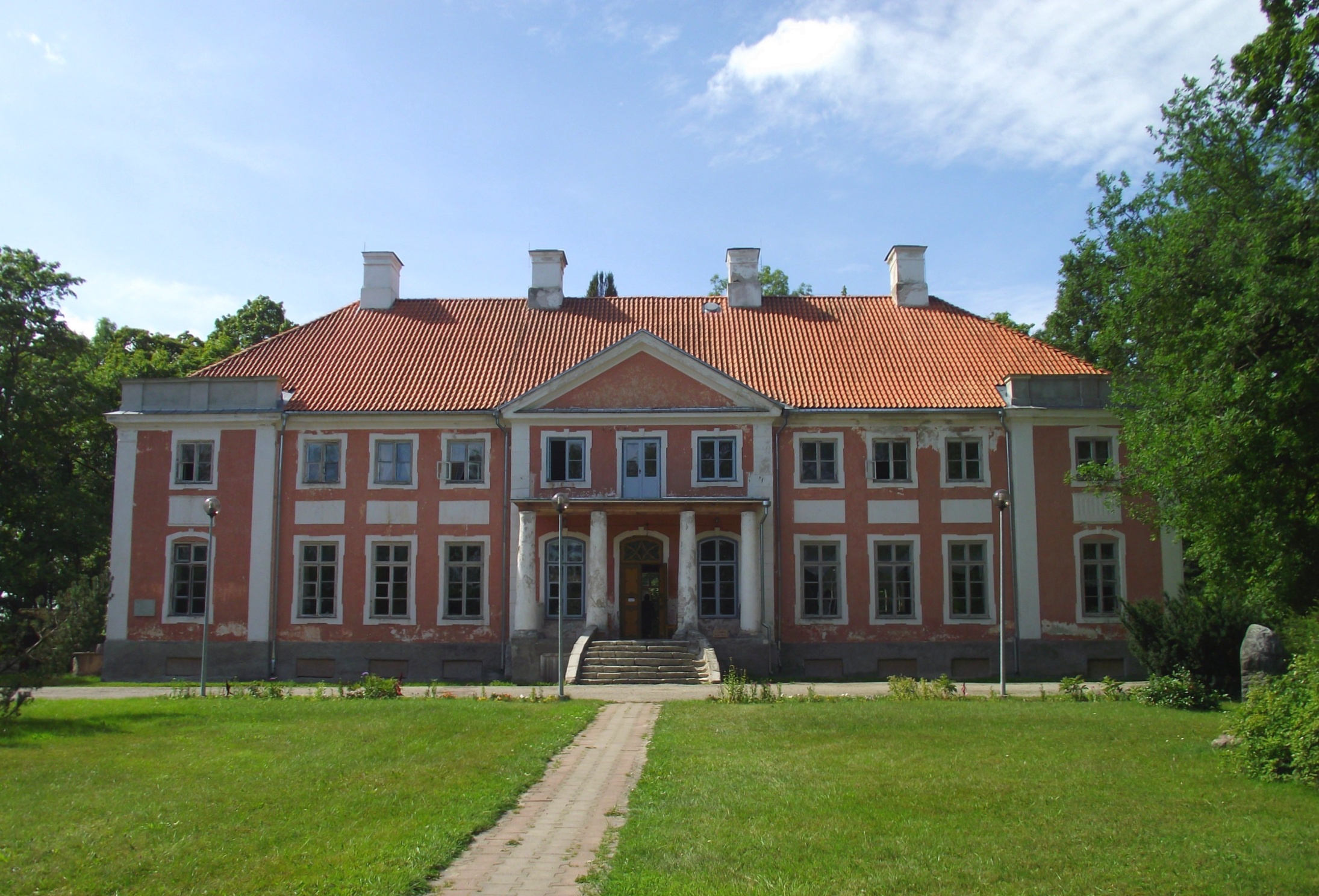
Gut Sargvere (Sarkfer) in Estland
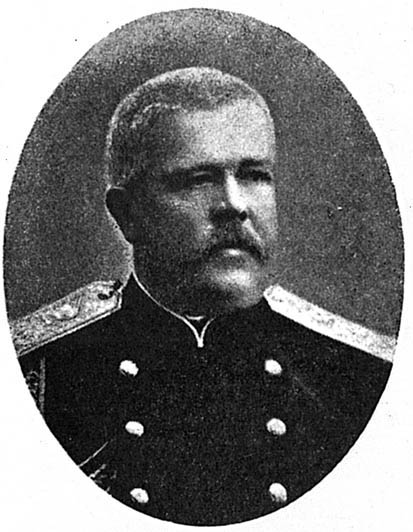
Alexander Romanowitsch Drenteln
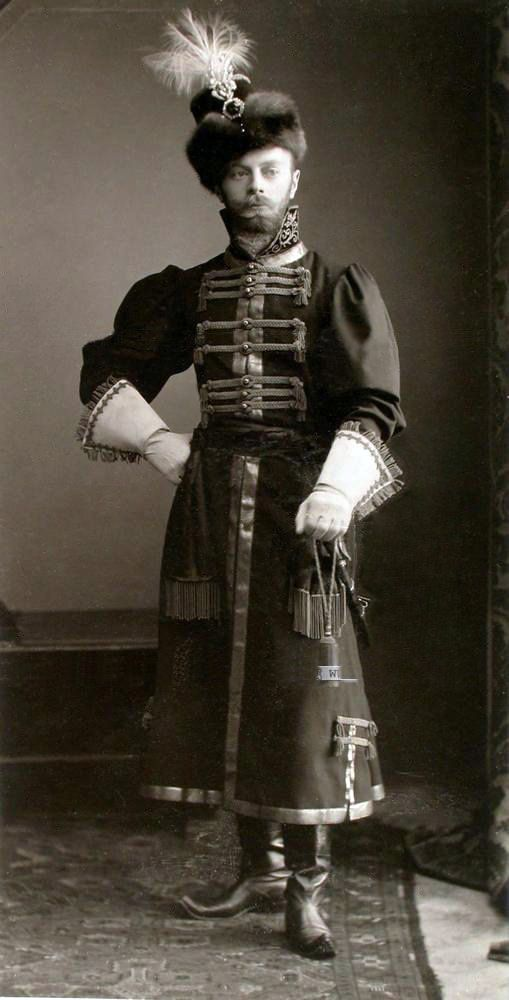
Alexander Alexandrowitsch Drenteln